# Stanislas Lépine

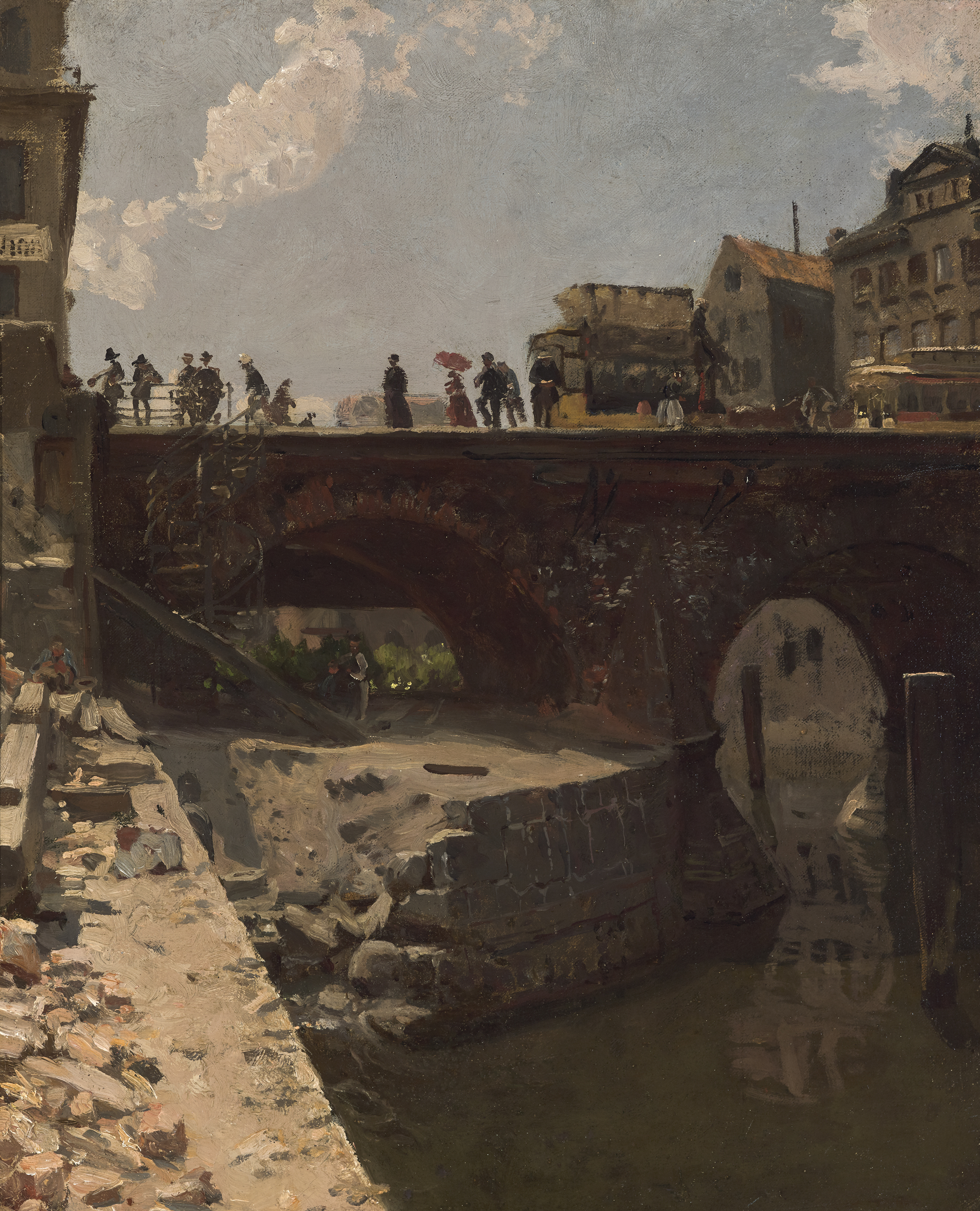
Brücke in einer französischen Stadt, um 1870, Öl auf Leinwand, 50 × 40 cm, Wien, Österreichische Galerie

Stanislas Victor Edouard Lépine (* 3. Oktober 1835 in Caen; † 28. September 1892 in Paris) war ein französischer Landschaftsmaler.

## Leben
Stanislas Lépine wurde in der Normandie geboren, wohin er auch im späteren Leben häufig zum Malen zurückkehrte. Zunächst ein Autodidakt, begegnete er um 1860 Camille Corot und wurde dessen Schüler. Der Sammler Hazard förderte ihn in diesen Jahren, dennoch wurde Lépine von der Öffentlichkeit kaum beachtet, obwohl er von 1859 bis 1889 jedes Jahr am Salon seine kleinformatigen und mit schnellen Pinselstrichen gefertigten Gemälde ausstellte. Hingegen fand er große Wertschätzung bei seinen Künstlerkollegen und erhielt (hauptsächlich zusammen mit Adolphe-Félix Cals) zeitweise die finanzielle Förderung des Grafen Armand Doria, bei dem er auf Château d'Orrouy lebte und arbeitete. Insbesondere gewann er auch die Beachtung des Malers Henri Rouart und des Kunsthändlers Paul Durand-Ruel. Obwohl er sich keinem Stil verpflichtet fühlte, nahm er dennoch 1874 an der ersten Impressionisten-Ausstellung bei Nadar teil. Er starb völlig verarmt 1892 in Paris, wenige Monate nachdem er seinen einzigen öffentlichen Auftrag für die Salle des Sciences im Hôtel de Ville der französischen Hauptstadt hatte beenden können. Seine Freunde mussten eine Sammlung veranstalten, um überhaupt die Begräbniskosten aufbringen zu können. Im Dezember 1892 fand eine Retrospektive seiner Werke in der Galerie Durand-Ruel statt.

## Bedeutung
Lépines künstlerische Vorbilder sind Camille Corot und Johan Barthold Jongkind. Sein Werk bewegt sich zwischen dem Vorimpressionismus und dem Impressionismus und besteht hauptsächlich aus Landschaftsbildern, die mit großer Naturliebe, Sinn für das Licht und einer schmalen Farbpalette ausgeführt sind. Einen Schwerpunkt seiner Motive bilden die Seine und Darstellungen von Gewässern, Flussufern etc. Lépines Bilder sind stets ruhig und unspektakulär und zeichnen sich durch Geschmack und Qualität aus.

## Werke
- Brücke in einer französischen Stadt, um 1870, Öl auf Leinwand, 50 × 40 cm, Österreichische Galerie Belvedere, Wien.
- Der Hafen von Rouen, Öl auf Leinwand, 38 × 55,7 cm, Musée des Beaux-Arts, Reims.[1]